# Savoia-Marchetti SM.79
Savoia-Marchetti SM.79 Sparviero bio je talijanski bombarder tijekom Drugog svjetskog rata. Od 1937. – 1939. avion je postigao 26 svjetskih rekorda te je jedno vrijeme bio najbrži bombarder srednjeg doleta na svijetu. Tro-motorni avion bio je prepoznatljiv po svom "grbavom" trupu. Prva misija SM.79 bila je u Španjolskom građanskom ratu a za vrijeme Drugog svjetskog rata djelovao je na Mediteranu gdje je postigao mnoge uspjehe kao torpedni bombarder. Avion je u Italiji letio sve do 1952. godine. S oko 1.300 komada, najizrađivaniji je talijanski bombarder Drugog svjetskog rata.

### Razvoj
Projektiranje SM.79 započelo je 1934. godini i bio je zamišljen kao brzi putnički zrakoplov za osam putnika i sudjelovanje u zračnoj utrci London-Melbourne. Prototip je prvi put poletio 28. rujna 1934. Isprva se planirala ugradnja Isotta-Fraschini Asso XI Ri motora od 597 kW (800 KS), no odabrani su manje snažni Piaggio P. IX RC.40 Stella (licenca Bristol Jupiter motora) motori od 440 kW (590 KS). Ovi motori su kasnije zamijenjeni s Alfa Romeo 125 RC.35 (licenca Bristol Pegasus).
Prototip (registracija I-MAGO) dovršen je prekasno za ulazak u London-Melbourne utrku ali je iz Milana u Rim preletio za samo jedan sat i 10 minuta s prosječnom brzinom od 410 km/h. Ubrzo nakon toga, 2. kolovoza 1935. godine prototip postavlja rekord preletjevši iz Rima u Massawu (Eritreja) za 12 sati (sletjevši u Kairo radi dopune goriva). Savoia-Marchetti je bio daleko najvažniji talijanski napadački ratni avion drugog svjetskog rata i jedan od rijetkih talijanskih zrakoplova koji se proizvodio u značajnim količinama. Proizvodnja je započela u listopadu 1936. a do njenog završetka u lipnju 1943. godine izgrađeno je ukupno 1.217 aviona. Nekoliko aviona sklopljeni su u aviotvrtki Aeronautica Umbra u Folignou (tvrtka poznata po izradi aviona AUT.18). 

### Dizajn i performanse
SM.79 je bio tromotorni niskokrilac sa samonosećim krilom i s konvencionalnim podvozjem. Trup je bio napravljen od zavarenih cjevastih čeličnih okvira prekrivenih duraluminijskom oplatom na prednjoj sekciji, duraluminijem i šperpločom na gornjim površinama dok su ostale površine trupa presvučene platnom. Krila su bila izrađena od drveta i imala su ugrađena i predkrilca i zakrilca. Konstrukciju krila sačinjavale su tri ramenjače međusobno povezane uzdužnicama i prekrivene oplatom od šperploče. Otklon krilca bio je od  +13 do -26° te su se zajedno sa zakrilcima koristila pri malim brzinama leta i tijekom uzlijetanja. Osobine SM.79 s dostupnih preko 1.715 kW snage motora i s visokim specifičnim opterećenjem krila bile su znatno bolje od njegovog prethodnika - SM.75, s čime je avion držao korak i s tadašnjim većim lovcima.   
Glavne inačice bombardera opremljene su s tri Alfa Romeo 126 RC.34 radijalna motora od po 582 kW koji pokreću metalne propelere promjenjivog koraka. Avion je dosegao brzinu od 430 km/h na visini od 4.250 m dok mu je najveća visina leta relativno niska - 6.500 m. Brzina krstarenja mu je bila 373 km/h na 5.000 m iako je avion najbolje rezultate krstarenja pokazivao pri brzini od 259 km/h i na 60% snage. U završnom prilazu na slijetanje avion je s izvučenim predkrilcima imao brzinu od 200 km/h nakon čega je s izvučenim zakrilcima brzina pala na 145 km/h. Dodirnuvši zemlju mogao se zaustaviti već nakon 200 m. Uz punu snagu motora i zakrilca konfigurirana za uzlijetanje, avion je bio u zraku unutar 300 m zaleta, nakon čega se mogao popeti na: 
1.000 m za 3 minute,
2.000 m za 6 minuta 30 sekundi,
3.000 m za 9 minuta 34 sekundi,
4.000 m za 13 minuta 2 sekunde,
5.000 m za 17 minuta, 43 sekundi.
Bombarderska inačica imala je 10 spremnika za gorivo s ukupno 3.460 l. Pri punom opterećenju i prosječnoj brzini od 360 km/h avion je mogao ostati u zraku 4 sata i 30 minuta. Dolet s 1.000 kg tereta bio je oko 800-900 km. Posadu su sačinjavali pet do šest osoba i dva pilota koja su sjedila jedan uz drugoga. Središnja ploča s instrumentima imala je pokazivače ulja i goriva, visinomjer za manje i veće visine leta (1.000 m i 8.000 m), sat, brzinomjer, variometar, žiroskop, kompas, umjetni horizont, pokazivač klizanja, brojač okretaja i poluge gasa. Drvena struktura omogućavala je avionu plutanje i do pola sata u slučaju slijetanja na vodenu površinu što je posadi ostavljalo dovoljno vremena za napuštanje aviona a prednji motor pružao je zaštitu od protuavionske paljbe. Avion je imao relativno brz uspon i dobru brzinu zaokreta za svoje doba.
Efektivno torpediranje moglo se izvršiti s udaljenosti između 500 i 1.000 m od cilja. Prije izbacivanja svojih torpeda SM.79 je često letio na maloj visini iznad brodova, te se tako nalazio na udaru svih raspoloživih oružja, od malog pješačkog naoružanja do teškoga topništva. 
Sparviero je imao nekoliko prednosti u odnosu na britanske torpedne bombardere, uključujući veću maksimalnu brzinu i veći dolet. Ni Blackburn Skua ni Gloster Gladiator mu radi svoje manje brzine (90 i 10 km/h) nisu predstavljali ozbiljniju prijetnju, Ipak, ubrzo se Sparviero morao suočiti s nešto bržim Hawker Hurricaneom i Fairey Fulmarom iako su i ti avioni bili nešto sporiji od ostalih tada naprednih lovaca.

### Inačice
- SM.79 - prototip s ugrađenim radijalnim motorima.
- SM.79-I - prvi proizvodni bombarderi s četiri do pet sjedala. Avion je imao tri Alfa Romeo 126 RC.34 motora od po 582 kW (780 KS). Raspon krila bio je 21,20 m, dužina 15,80 m, maksimalna brzina na 4.000 m bila je 430 km/h, mogao je ponijeti do 1.250 kg bombi. Maksimalna težine uzlijetanja bila je 10.480 kg a dolet 1.899 km.
- SM.79-II - torpedni bombarder pokretan s tri Piaggio P. XI motora.
- SM.79-III - poboljšana inačica torpednog bombardera predstavljena krajem 1942. godine nedostupna u većem broju sve do sredine 1943. Inačica je bila poznata i kao SM.79bis, SM.79GA i SM.579. Ugrađivani su motori AR.128 od oko 746 kW (1000 KS) svaki što je poboljšalo osobine aviona: brzina povećana do 475 km/h, uspon do 5.000 m za 16 min 7 sek. Avion više nije imao gondolu na donjem dijelu trupa a u prostor za bombe bio je ugrađen spremnik goriva za 1.000 l. Zadržana je prednji mitraljez vjerojatno kao protu-brodsko oružje.
- SM.79B - dvomotorna inačica namijenjena izvozu. Ugrađivani su manje pouzdani Fiat A.80 motori a nos je radi točnijeg ispuštanja bombi bio ostakljen. Avion je bio ekonomičniji ali sporiji od standardnih SM.79: 420 km/h i 21,45 minuta do 5000 m visine. Iako nešto duži (16,22 m), avion je bio lakši (6.600 kg). Naoružanje je bilo isto kao i na ' SM.79. Irak je kupio peta aviona a u Italiji je postignut mali uspjeh.
- SM.79C - inačica preuređena za VIP prijevoz s Piaggio P. XI RC.40 motorima. Zadnji gornji i donji mitraljezi ispod trupa nisu ugrađivani.
- SM.79JR - dvomotorna inačica za Rumunjsku s Junkers JUMO 211Da motorima od 895 kW (1200 KS). Osam izrađenih u Italiji (rumunjski dizajn JIS.79B), slijedilo je 36 licenciranih JRS.79B s JUMO 211Da motorima i 36 JRS.79B1 s UMO 211F motorima. Proizvodnja se nastavila do 1946. godine.
- SM.79K - inačica za Jugoslaviju.
- SM.79T - VIP inačica velikog doleta.
- SM.79 Flying Bomb - jedan primjerak SM.79 preinačenog u radio-kontrolu leteću bombu s kojom se upravljalo iz aviona CANT Z.1007 "Alcione".

## Tehničke karakteristike (SM.79-III)
Osnovne karakteristike
- posada: 6 (pilot, kopilot, inženjer leta/strijelac, radio-operater, bombarder, strijelac u stražnjem dijelu)
- dužina: 16,2 m
- raspon krila: 20,2 m
- površina krila: 61,7 m2
- visina: 4,1 m

Letne karakteristike
- najveća brzina: 460 km/h
- dolet: 2.600 km
- brzina penjanja: 5,3 m/s
- najveća visina leta: 7.500 m
- specifično opterećenje krila: 165 kg/m2
- motor: Alfa Romeo 128-RC18

Naoružanje
- naoružanje: 

  - 1 × 20 mm prednji MG 151 top
  - 1 × 12,7 mm Breda-SAFAT mitraljez na stražnjem gornjem dijelu
  - 2 × 7,7 mm na bočnim otvorima (opcija)
  - 1.200 kg bombi u prostoru za bombe ili dva vanjska 450 mm torpeda